# Земське військо 1806—1807 років
Земське військо 1806 —1807 років — тимчасове міліційне військове формування в Російській імперії, яке скликано в 1806 році російським імператором  Олександром І, під час Війни четвертої коаліції 1806 —1807 років. Після укладання Тільзитського миру 1807 року земське ополчення було розформовано.

## Історія заснування
В 1806 році, Росія опинилася в стані ведення двох воєн. В центральній та західній Європі розгорнулася Війна четвертої коаліції,  де проти Французькою імперією, та її сателітів воювала коаліція великих держав (Британська імперія, Королівство Пруссія, Російська імперія). Майже в той же час Росія вела війну на Кавказі та в південно-східній Європі Російсько-турецьку війну. В цьому становищі, за умови успішних дій армії французького імператора Наполеона І, російський імператор Олександр І оголошує маніфест 3 грудня 1806 року, яким скликає Земське військо (міліцію) в губерніях Російської імперії силами місцевих шляхетських органів самоврядування. 

«…примушують Нас надатися до сильніших засобів для відвертання її зробивши місцеві тимчасові ополчення чи міліції, готові усюди та миттєво  на підкріплення армій регулярних , та маюча змогу надати супротивнику на кожному кроці не переборні сили у вірних синах батьківщини з’єднаних на оборону коштовних своїх вигод…» 
 (Олександр І)

## Структура ополчення
Вся Російська імперія поділена була на сім областей (округів), для упорядкованого формування Земського війська.  В кожну область, входило по декілька губерній. Наприклад  V область (округ) включала в себе Слобідсько-Українську, Орловську, Курську та Воронізьку губернії. Для кожної губернії були встановлені розміри залучених до міліції ополченців. Для Слобідсько-Української губернії було встановлено набрати 15 000 чоловік. 
 Сенат  призначав окружних головнокомандувачів міліції. Командувача губернської міліції обирала сама місцева шляхта губернії. Також місцеве шляхетство робило вибори поміж собою, щоб призначити повітових командувачів міліції, та тисячних керівників (тисяцьких). 
 Рядових ополченців брали з державних та власницьких селян віком від 17 до 50 років. Також до ополчення брали міщан.

## Однострій ополчення
Рядові ополченці були одягнені в звичайний селянський одяг. Єдиною вимогою було не голити бороди. 
 Для офіцерів міліції були введені однострої.  Мундири темно-зеленого кольору, зразку яких було розіслано до обласних керівників міліції. Жилет був білого кольору. Нижній одяг був, темно-зеленим як й колір мундиру. Головний убір – чорний фетровий капелюх зі срібною кокардою та високим зеленим султаном. Головнокомандувачі міліції областей мали можливість одягати свій мундир військових частин де вони раніше служили. Колір комірів, обшлагів та кантів в кожній області був свій, наприклад в V-й області він був рожевим.
В ополченні були свої  військові звання  (посади) та притаманні їм знаки розрізнення:
- Головнокомандувач міліції області - знаками розрізнення були два золотих еполета;
- Командувач міліції губернії - знаками розрізнення були: еполет на лівому плечі, та погон на правому;
- Командувач міліції повіту - знаками розрізнення були два золотих погона;
- Тисячний керівник - знаком розрізнення був еполет на лівому плечі;
- П’ятисотський керівник - знаком розрізнення був погон на лівому плечі;
- Сотський керівник – без знаків розрізнення;
- П’ятидесятський керівник – без знаків розрізнення.

| Головнокомандувач міліції області | Командувач міліції губернії | Командувач міліції повіту | Тисячний керівник | П’ятисотський керівник | Сотський та П’ятидесятський керівник |

Головнокомандувач, та губернські і повітові командувачі, при мундирі носили шпагу чи шаблю по бажанню. Керівники міліції, мали за холодну зброю шаблю.
В березні 1807 року находить наказ сформувати з ополченців  в кожної губернії стрілецькі батальйони по 600 ополченців для поповнення армії. Військовикам нових батальйонів надано нові однакові однострої: кафтан, панталони, шинелі темно-зеленого та сірого сукна. Чорні пояркові чако з лакованими козирками. Чако були прикрашені кокардами з чорно-помаранчевою стрічкою.

## Скасування ополчення

Золота медаль "Земському війську"

Після невдалої для Росії битви під Фрідландом 2 червня 1807 року, російське військо відійшло за Німан. 12 червня було  укладене перемир’я між Французькою та Російською імперіями. А 27 червня укладений Тільзитський мир. 27 вересня вийшов  маніфест зо скасував Земське ополчення. 
Але імператор Олександр І замість того, щоб відпустити людей на домівки, 177 000 колишніх ополченців з 200 000 перевів до рекрутів, що викликало незадоволення, а також повстання.

## Нагороди
Після закінчення війни, почалися нагородження керівників ополчення. Крім того, була затверджена окрема медаль для  простих ополченців і офіцерів. Звичайні ополченці отримували срібні медалі на георгіївській стрічці. Офіцерам надавалася золота медаль, в залежності від приймання участі в боях на георгіївській чи володимирській стрічці.
Також було дозволено й надалі носити мундир ополчення, після його скасування. 